# Ystads Militärhistoriska Museum

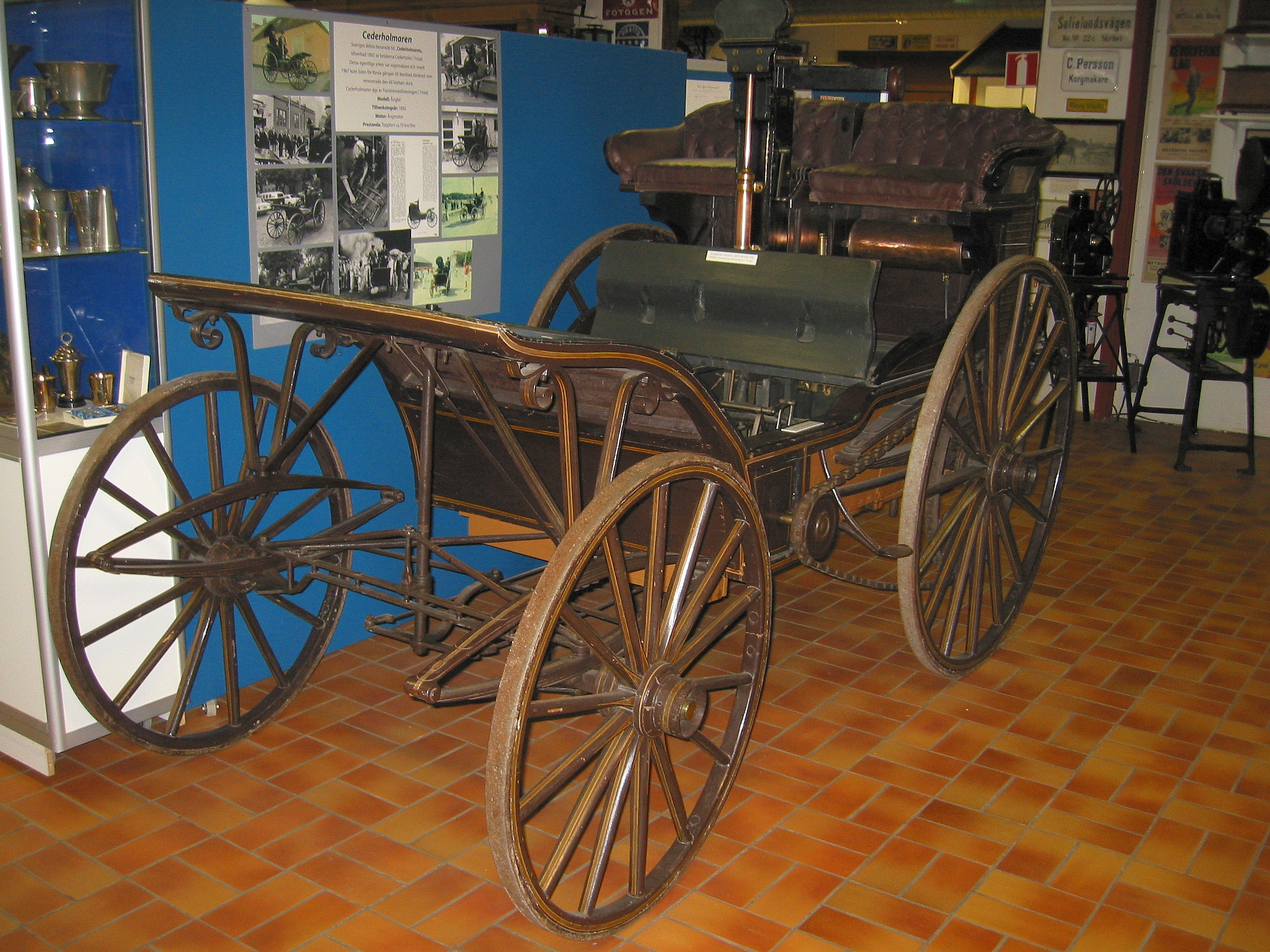
Cederholmaren (fotograferad på Johannamuseet).

Ystads Militärhistoriska Museum visar Ystads mer än 225 år gamla militärhistoria. Museet ligger i det tidigare intendenturförrådet och tidigare 4:e skvadronens stall. Det ägs av en stiftelse med representanter för Försvarsmakten, Ystads kommun, Region Skåne och Lv4 kamratförening.
En rundvandring i museet visar bland mycket annat:
- Karl XI:s Indelningsverk och militära aktiviteter i Ystad under 1600- och 1700-talen med böckerna om Karl XII och hans fälttåg och en av Karl XII:s dödsmasker.
- Husartiden i Ystad 1773–1882 med en modell av Husarregementets kaserner i Ystad. En karta från 1793 som visar staden vid tiden då Husarerna etablerade sig i Ystad.
- Dragontiden i Ystad 1882–1927 med hästen Hasard, den sista rusthållshästen. Silverpukorna, som skänktes år 1773 till Skånska Dragonernas officerskår av regementschefen hertig Prins Carl, bror till Gustav III. Oscar Matthiesens monumentalmålning i al-fresco “Skaanske Dragonofficerer rider till bad” från 1906.
- Infanteritiden i Ystad 1928–1963 med en luftvärnskanon modell m/36, som tillverkades i över 100 000 exemplar och användes av de allierade i andra världskriget.
- Pansartiden i Ystad 1963–1982 med bland annat pansarvärnsrobotar och simulatorer.
- Luftvärnstiden i Ystad 1982–1997 med bland annat 20 mm lvakan m/40, och flera luftvärnsrobotar Rb 69 ”Red Eye”, RBS 77 ”HAWK”.
- Medaljer och uniformer från skilda epoker i militärhistorien.
- Cederholmaren en av Sveriges första självgående ångbilar tillverkad 1892.
- Konstnär Gerhard Nordströms oljemålning “Mort Hommes” som skildrar den omänskliga verkligheten vid slaget vid Verdun under första världskriget.